# Lee Martin
Lee Robert Martin (Taunton, 9 febbraio 1987) è un calciatore inglese, attaccante del Ramsgate.

## Palmarès

### Club

#### Competizioni nazionali
- Community Shield: 1

Manchester United: 2008
- Football League Two: 1

Northampton Town: 2015-2016
- Isthmian League South East Division: 1

Ramsgate: 2024-2025